# Тахар Рахим
Тахар Рахим (фр. Tahar Rahim; Белфор, 4. јул 1981) француско алжирски је позоришни и филмски глумац. Најпознатија улога коју је остварио је у филму Пророк (2009). Један је од популарнијих глумаца у Француској.